# Liste der Europaschutzgebiete in Niederösterreich

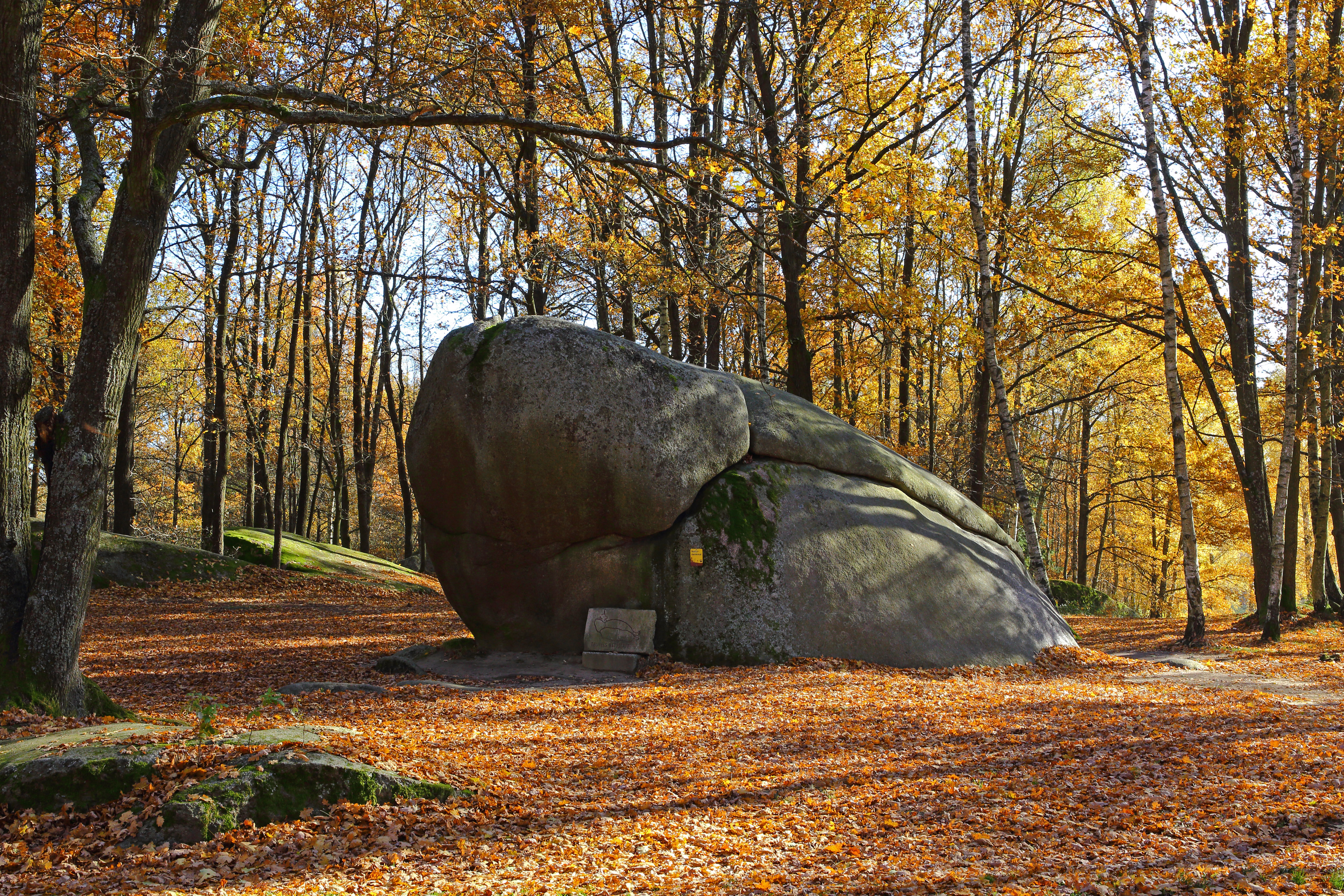
Teufelsbettstein im Naturpark Blockheide, zugleich Europaschutzgebiet Waldviertler Teich-, Heide- und Moorlandschaft

In Niederösterreich gibt es 36 Natura-2000-Gebiete (Europaschutzgebiete). Die Natura-2000-Gebiete machen etwa 23 % der Landesfläche von Niederösterreich aus.

## Die Natura-2000-Gebiete im niederösterreichischen Naturschutzrecht
Durch die zwei Europäischen Naturschutzrichtlinien, die Richtlinie 92/43/EWG (Fauna-Flora-Habitat-Richtlinie) und die Richtlinie über die Erhaltung der wildlebenden Vogelarten (Vogelschutzrichtlinie, 79/409/EWG), ist Österreich verpflichtet, Gebiete, die für den gemeinschaftliche Umweltschutz der Europäischen Union von Interesse sind, zu melden. Diese gelten dann als „vorgeschlagen“ (proposed Site of Community Importance … pSCI) und werden seitens der EU bestätigt, in eine gemeinsame Liste eingetragen, und in das Natura-2000-Netzwerk integriert (als Gebiete von gemeinschaftlicher Bedeutung nach der Habitat-Richtlinie … SCI, SAC und als Besondere Schutzgebiete nach der Vogelschutzrichtlinie … SPA – letztere brauchen keine ausdrückliche Bestätigung). Die Meldung an die Europäische Kommission erfolgte anfangs durch die Länder direkt, 2003 erstellte Österreich eine gemeinsame Nationale Liste, seither werden von den Landesregierungen einzelne Gebiete nachgenannt.
Es obliegt anschließend den Mitgliedstaaten, geeignete Schutzinstrumente auszuwählen. In Österreich, wo Naturschutz auf Landesebene geregelt, ist, sind das durchwegs eine der landesrechtlichen Schutzkategorien. Sie werden gemäß § 9 des NÖ Naturschutzgesetzes 2000 per Verordnung zu Europaschutzgebieten erklärt.

Die Natura-2000-Gebiete werden jeweils und zur Gänze einer der fünf Hauptregionen des Landesentwicklungskonzeptes (Weinviertel, Waldviertel, Mostviertel, Industrieviertel und Niederösterreich-Mitte) zugeordnet. Dadurch können die Managementpläne für Natura 2000 auf Landesebene oder der regionalen Ebene behandelt werden. Auch überlappende FFH- und Vogelschutzgebiete werden in einem Managementplan zusammengefasst, sodass insgesamt 21 Managementpläne vorliegen.

## Legende
- 1. Spalte: Nummer des Gebiets für Niederösterreich
- Kennziffer des Gebiets (Sitecode 97/266/EG 1.2.)[4] – AT21 steht für Niederösterreich (NUTS-3),[5] die beiden folgenden Ziffern geben die Laufnummer des Managementplans
- FFH … alle Fauna-Flora-Habitatgebiete (Gebiete gemeinschaftlicher Bedeutung, GGB/SCI bzw. SAC)
- VS … alle Vogelschutzgebiete (Besondere Schutzgebiete BSG/SPA)
- Bezeichnung des Gebiets (97/266/EG 1.7.)[4]
- bR … biogeographische Region (Dok. Hab. 95/10):
 A … alpine biogeographische Region (Alpenraum, in etwa Raum der Alpenkonvention)
 K … kontinentale biogeographische Region (restliches Österreich: Alpenvorländer und Granit- und Gneishochland)
- HR … Hauptregion des Managementplans (fünf „Viertel“ des Bundeslandes)
 Ind.V. … Industrieviertel (NÖ Süd), Mitte … Niederösterreich-Mitte (Zentralraum), Mostv. … Mostviertel, Weinv. … Weinviertel, Waldv. … Waldviertel
- Bezirk … Politische Bezirke, in denen das Gebiet liegt, oder die Anteil haben[5]
- Fl. … Fläche in Hektar (97/266/EG 2.2.)[4]
- Typ … Gebietstyp (97/266/EG 1.1.),[4] Lagebeziehung zu anderen Natura-2000-Gebieten (T.)
- seit/LGBl. Nr. … Datum der Meldung, allfällig Bestätigung des Gebiets durch die EK, landesrechtliche Umsetzung: Bekanntmachung und Schutzzielerklärung im Landesgesetzblatt
- Lage … Geokoordinaten des Gebietsmittelpunkts (G.) (97/266/EG 2.1.)[4]
- pA … Vorhandensein von einem oder mehreren prioritären natürlichen Lebensraumtypen und/oder einer oder mehrerer prioritärer Arten im Sinne von Artikel 1 der Richtlinie 92/43/EWG

## Liste der Europaschutzgebiete
|    | Kennziffer | FFH | VS | Bezeichnung                                      | bR | HR.    | Bezirk                                                                                          | ha (Fl.) | Typ (T.) | seit                           | Lage (G.)                       | pA | Anmerkungen (Sort.) |
| -- | ---------- | --- | -- | ------------------------------------------------ | -- | ------ | ----------------------------------------------------------------------------------------------- | -------- | -------- | ------------------------------ | ------------------------------- | -- | --- |
| 01 | AT1201A00  | *   |    | Waldviertler Teich-, Heide- und Moorlandschaft   | K  | Waldv. |                                                                                                 | 14.090   | K        | 29. Juli 2009 (LGBl. 5500/6-3) | 48.783333333333 15.133333333333 | *  | |
| 01 | AT1201000  |     | *  | Waldviertel                                      | K  | Waldv. |                                                                                                 | 33.985   | J        | 29. Juli 2009 (LGBl. 5500/6-3) | 48.6222 14.8389                 |    | |
| 02 | AT1202000  | *   |    | March–Thaya-Auen                                 | K  | Weinv. | Gänserndorf, Mistelbach                                                                         | 8.975    | K        |                                | 48.533333333333 16.933333333333 | *  | Gesamtfläche: 15.086 ha |
| 02 | AT1202V00  |     | *  | March–Thaya-Auen                                 | K  | Weinv. | Gänserndorf, Mistelbach                                                                         | 14.834   | J        | 29. Juli 2009 (LGBl. 5500/6-3) | 48.533333333333 16.933333333333 | *  | Gesamtfläche: 15.086 ha |
| 03 | AT1203A00  | *   |    | Ötscher–Dürrenstein                              | A  | Mostv. | Lilienfeld, Scheibbs, St. Pölten-Land/ Amstetten, Lilienfeld, Scheibbs                          | 42.617   | G        | 5. März 2010 (LGBl. 5500/6-4)  | 47.833333333333 15.1            | *  | Gesamtfläche: 45.651 ha; in gleichnamigem LSG (800 km²), darin NPK Ötscher–Tormäuer und das Wildnisgeb. Dürrenstein mit Naturreservat und NSG Rothwald |
| 03 | AT1203000  |     | *  | Ötscher–Dürrenstein                              | A  | Mostv. | Lilienfeld, Scheibbs, St. Pölten-Land/ Amstetten, Lilienfeld, Scheibbs                          | 40.861   | J        | 24. Aug. 2007 (LGBl. 5500/6-1) | 47.833333333333 15.1            | *  | Gesamtfläche: 45.651 ha; in gleichnamigem LSG (800 km²), darin NPK Ötscher–Tormäuer und das Wildnisgeb. Dürrenstein mit Naturreservat und NSG Rothwald |
| 04 | AT1204000  | *   |    | Donau-Auen östlich von Wien                      | K  | Ind.V. | Bruck an der Leitha, Gänserndorf                                                                | 9.579    | G        |                                | 48.116666666667 16.766666666667 | *  | Gesamtfläche: 9.716 ha |
| 04 | AT1204V00  |     | *  | Donau-Auen östlich von Wien                      | K  | Ind.V. | Bruck an der Leitha, Gänserndorf                                                                | 9.100    | J        | 24. Aug. 2007 (LGBl. 5500/6-1) | 48.116666666667 16.766666666667 | *  | Gesamtfläche: 9.716 ha |
| 05 | AT1205A00  | *   |    | Wachau                                           | K  | Mitte  |                                                                                                 | 18.221   | G        |                                | 48.35 15.4                      | *  | |
| 05 | AT1205000  |     | *  | Wachau–Jauerling                                 | K  | Mitte  |                                                                                                 | 21.212   | J        | 29. Juli 2009 (LGBl. 5500/6-3) |                                 |    | |
| 06 | AT1206A00  | *   |    | Weinviertler Klippenzone                         | K  | Weinv. |                                                                                                 | 3.185    | B        |                                | 48.566666666667 16.383333333333 | *  | |
| 07 | AT1207A00  | *   |    | Kamp- und Kremstal                               | K  | Waldv. |                                                                                                 | 14.724   | K        |                                | 48.516666666667 15.666666666667 | *  | |
| 07 | AT1207000  |     | *  | Kamp- und Kremstal                               | K  | Waldv. |                                                                                                 | 23.942   | J        | 4. Feb. 2008 (LGBl. 5500/6-2)  | 48.516666666667 15.666666666667 | *  | |
| 08 | AT1208A00  | *   |    | Thayatal bei Hardegg                             | K  | Weinv. |                                                                                                 | 4.417    | G        |                                | 48.833333333333 15.833333333333 | *  | |
| 09 | AT1209A00  | *   |    | Westliches Weinviertel                           | K  | Weinv. |                                                                                                 | 2.938    | G        |                                | 48.7 15.816666666667            | *  | |
| 09 | AT1209000  |     | *  | Westliches Weinviertel                           | K  | Weinv. |                                                                                                 | 2.930    | J        | 4. Feb. 2008 (LGBl. 5500/6-2)  | 48.7 15.816666666667            | *  | |
| 10 | AT1210A00  | *   |    | Steinfeld                                        | K  | Ind.V. |                                                                                                 | 3.011    | K        |                                | 47.9 16.283333333333            | *  | |
| 10 | AT1210000  |     | *  | Steinfeld                                        | K  | Ind.V. |                                                                                                 | 11.560   | J        | 4. Feb. 2008 (LGBl. 5500/6-2)  |                                 |    | |
| 11 | AT1211A00  | *   |    | Wienerwald–Thermenregion                         | A  | Mitte  | Baden, Lilienfeld, Mödling, St. Pölten-Land, Tulln                                              | 82.120   | G        | 5. März 2010 (LGBl. 5500/6-4)  | 48.133333333333 16.116666666667 | *  | Gesamtfläche: 82.120 ha |
| 11 | AT1211000  |     | *  | Wienerwald–Thermenregion                         | A  | Mitte  | Baden, Lilienfeld, Mödling, St. Pölten-Land, Tulln                                              | 79.810   | J        | 4. Feb. 2008 (LGBl. 5500/6-2)  | 48.133333333333 16.116666666667 | *  | Gesamtfläche: 82.120 ha |
| 12 | AT1212A00  | *   |    | Nordöstliche Randalpen: Hohe Wand–Schneeberg–Rax | A  | Ind.V. | Baden, Lilienfeld, Neunkirchen, Wr. Neustadt-Land                                               | 64.066   | G        | 5. März 2010 (LGBl. 5500/6-4)  | 47.883333333333 15.983333333333 | *  | enthält Großteil des VS, großteils LSG 12 Rax–Schneeberg, enthält mehrere nationale Gebiete                                                            |
| 12 | AT1212000  |     | *  | Nordöstliche Randalpen                           | A  | Ind.V. | Baden, Neunkirchen, Wr. Neustadt-Land                                                           | 5.475    | J        | 24. Aug. 2007 (LGBl. 5500/6-1) |                                 |    | liegt großteils im GGB |
| 13 | AT1213000  | *   |    | Pannonische Sanddünen                            | K  | Weinv. |                                                                                                 | 2.522    | K        |                                | 48.283333333333 16.733333333333 | *  | |
| 13 | AT1213V00  |     | *  | Sandboden und Praterterrasse                     | K  | Weinv. |                                                                                                 | 15.422   | J        | 29. Juli 2009 (LGBl. 5500/6-3) |                                 |    | |
| 14 | AT1214000  | *   |    | Hundsheimer Berge                                | K  | Ind.V. |                                                                                                 | 2.149    | K        |                                | 48.116666666667 16.966666666667 | *  | |
| 15 | AT1215000  | *   |    | Bisamberg                                        | K  | Weinv. |                                                                                                 | 362      | B        |                                | 48.316666666667 16.366666666667 | *  | |
| 16 | AT1216000  | *   |    | Tullnerfelder Donau-Auen                         | K  | Mitte  | Korneuburg, Krems-Land, Krems-Stadt, Mödling, St. Pölten-Land, Tulln                            | 17.586   | G        |                                | 48.35 15.95                     | *  | Gesamtfläche: 17.990 ha |
| 16 | AT1216V00  |     | *  | Tullnerfelder Donau-Auen                         | K  | Mitte  | Korneuburg, Krems-Land, Krems-Stadt, Mödling, St. Pölten-Land, Tulln                            | 17.762   | J        | 24. Aug. 2007 (LGBl. 5500/6-1) | 48.35 15.95                     | *  | Gesamtfläche: 17.990 ha |
| 17 | AT1217A00  | *   |    | Strudengau–Nibelungengau                         | K  | Mostv. |                                                                                                 | 4.830    | G        |                                | 48.216666666667 15.033333333333 | *  | |
| 18 | AT1218000  | *   |    | Machland Süd                                     | K  | Mostv. | Amstetten                                                                                       | 1.636    | G        |                                | 48.166666666667 14.766666666667 | *  | Gesamtfläche: 1.696 ha |
| 18 | AT1218V00  |     | *  | Machland Süd                                     | K  | Mostv. | Amstetten                                                                                       | 1.210    | J        | 24. Aug. 2007 (LGBl. 5500/6-1) | 48.166666666667 14.766666666667 | *  | Gesamtfläche: 1.696 ha |
| 19 | AT1219000  | *   |    | Niederösterreichische Alpenvorlandflüsse         | K  | Mostv. | Amstetten, Melk, St. Pölten-Land, Scheibbs                                                      | 7.370    | K        |                                | 48.183333333333 15.266666666667 | *  | |
| 19 | AT1219V00  |     | *  | Pielachtal                                       | A  | Mostv. | Melk, St. Pölten-Land                                                                           | 1.069    | J        | 4. Feb. 2008 (LGBl. 5500/6-2)  |                                 |    | |
| 20 | AT1220000  | *   |    | Feuchte Ebene–Leithaauen                         | K  | Ind.V. | Baden, Mödling, Neunkirchen, Wr. Neustadt-Land, Wr. Neustadt-Stadt, Bruck a.d.L.                | 5.260    | K        |                                | 48 16.45                        | *  | Gesamtfläche: 7.247 ha |
| 20 | AT1220V00  |     | *  | Feuchte Ebene–Leithaauen                         | K  | Ind.V. | Baden, Mödling, Neunkirchen, Wr. Neustadt-Land, Wr. Neustadt-Stadt, Bruck a.d.L., Wien-Umgebung | 3.743    | J        | 29. Juli 2009 (LGBl. 5500/6-3) | 48 16.45                        | *  | Gesamtfläche: 7.247 ha |
| 21 | AT1221V00  |     | *  | Truppenübungsplatz Allentsteig                   | K  | Waldv. |                                                                                                 | 11.059   | D        | 29. Juli 2009 (LGBl. 5500/6-3) | 48.6528 15.3306                 |    | |

Quelle und Stand: Land Niederösterreich, Niederösterreich ATLAS, Nationale Liste Gesamtmeldung April 2004 (mit erg. 2008), Dritte aktualisierte Liste der EU vom 2. Februar 2010
(G.) Koordinaten nach 2010/42/EK, präziser jew. im NATURA 2000 Data Form
(T.) 97/266/EG 1.1. Gebietstyp:
 A … Ausgewiesenes BSG ohne Verbindung zu anderem Natura-2000-Gebiet
 B … GGB ohne Verbindung zu einem anderen Natura-2000-Gebiet
 C … Die Fläche des GGB entspricht dem ausgewiesenen BSG
 D … BSG, das ein anderes Natura-2000-Gebiet berührt (in anderem Verwaltungsgebiet, GGB oder BSG)
 E … GGB, das ein anderes Natura-2000-Gebiet berührt (in anderem Verwaltungsgebiet, GGB oder BSG)
 F … BSG, das ein GGB beinhaltet
 G … GGB, das vollständig innerhalb eines BSG liegt
 H … BSG, das vollständig in einem GGB liegt
 I … GGB, das ein BSG enthält
 J … BSG, das sich mit einem GGB teilweise überschneidet
 K … GGB, das sich mit einem BSG teilweise überschneidet
(Fl.) Fläche nach Land Niederösterreich/Niederösterreich ATLAS oder 2010/42/EK, Flächenangaben je nach Maßstab der Aufnahme und/oder Datum der Publikation abweichend
(Sort.) Sortierbar nach nationalem/internationalem und sonstigem Schutz/alleiniger EU-Schutzstellung